# Нова-Монти-Верди
Нова-Монти-Верди (порт. Nova Monte Verde) — муниципалитет в Бразилии, входит в штат Мату-Гросу. Составная часть мезорегиона Север штата Мату-Гроссу. Входит в экономико-статистический микрорегион Алта-Флореста. Население составляет 25 883 человека на 2006 год. Занимает площадь 6500,166 км². Плотность населения — 1,4 чел./км².
Праздник города — 19 августа.

## История
Город основан 19 августа 1984 года. 

## Статистика
- Валовой внутренний продукт на 2003 год составляет 45 539 987,00 реалов (данные: Бразильский институт географии и статистики).
- Валовой внутренний продукт на душу населения на 2003 год составляет 5735,52 реалов (данные: Бразильский институт географии и статистики).
- Индекс развития человеческого потенциала на 2000 год составляет 0,722 (данные: Программа развития ООН).

## География
Климат местности: тропический.